# Хайме Ордіалес
Хайме Ордіалес (ісп. Jaime Ordiales, нар. 23 грудня 1962, Мехіко) — мексиканський футболіст, що грав на позиції півзахисника. По завершенні ігрової кар'єри — тренер.
Виступав, зокрема, за клуб «Гвадалахара», а також національну збірну Мексики. Учасник чемпіонату світу 1998 року.

## Клубна кар'єра
У дорослому футболі дебютував 1982 року виступами за команду «Некакса», в якій провів три сезони, взявши участь у 58 матчах чемпіонату.
Згодом з 1985 по 1989 рік грав у складі клубів «Депортіво Неса» та «Крус Асуль».
Своєю грою за останню команду привернув увагу представників тренерського штабу клубу «Гвадалахара», до складу якого приєднався 1989 року. Відіграв за команду з Гвадалахари наступні три сезони своєї ігрової кар'єри. Більшість часу, проведеного у складі «Гвадалахари», був основним гравцем команди.
Протягом 1992—1993 років захищав кольори «Пуебли», після чого перейшов в «Естудіантес Текос». У першому ж сезоні він допоміг клубу виграти чемпіонат, а в 1995 році завоювати Кубок володарів кубків КОНКАКАФ.
Після відходу з «Текос» Хайме виступав за «Леон» та «Толуку», а завершив професійну ігрову кар'єру у клубі «Пачука», за який виступав протягом 2002—2003 років.

## Виступи за збірну
20 листопада 1991 року дебютував в офіційних іграх у складі національної збірної Мексики в матчі проти збірної Уругваю (1:1). 
У складі збірної був учасником чемпіонату світу 1998 року у Франції. На турнірі він зіграв в поєдинках проти збірних Бельгії та Південної Кореї.
Протягом кар'єри у національній команді, яка тривала 8 років, провів у формі головної команди країни 21 матч, забивши 2 голи, обидва 9 травня 1998 року в товариському матчі проти збірної Естонії.

## Кар'єра тренера
Розпочав тренерську кар'єру, повернувшись до футболу після невеликої перерви, у січні 2008 року очоливши тренерський штаб клубу «Естудіантес Текос», але вже 9 березня 2008 року достроково звільнений через незадовільні результати. 
Через кілька місяців він отримав посаду спортивного директора в «Клубі Америка», а з 2011 року працював віце-президентом до 30 вересня 2011 року, коли він оголосив про свою відставку з клубу.
У травні 2012 року він був призначений технічним директором і спортивний віце-президентом клубу «Некакса», також певний час був тренером клубу, але в серпні 2013 року покинув цю посаду через проблеми зі здоров'ям після того, як йому діагностували рак легенів. 